# Rock Bottom (песня Хейли Стайнфелд)
«Rock Bottom» — песня американской актрисы и певицы Хейли Стайнфелд при участии американской группы DNCE. Она была выпущена 26 февраля 2016 года лейблами Republic Records и Universal Music Group в качестве второго сингла из дебютного мини-альбома Стайнфелд Haiz. Авторами выступили продюсеры Маттиас Ларссон и Робин Фредрикссон (Mattman & Robin), Джастин Трантер и Джулия Майклз.

## Предыстория
В интервью с Джеффом Нельсоном из People, Стайнфелд сказала: «[Rock Bottom] олицетворяет меня во всех плохих отношениях. Я пережила эти отношения в полном объёме. Мне кажется, что есть некоторые песни, которые действительно представляют отношения для отношений, а затем, когда вы слышите это, вы думаете об этих конкретных отношениях, и у меня есть это, когда я слышу „Rock Bottom“».

## Отзывы критиков
Access Hollywood посчитал песню «стилистическим, жизнерадостным джемом, полным развязности и соула». Джефф Нельсон из People сказал: "маковый, шипучий джем, «Rock Bottom» рассказывает о максимумах и падениях молодой любви, которые заставляют пару «вернуться за бо́льшим». Майк Васс из Idolator назвал «Rock Bottom» «лучшей песней на мини-альбоме».

## Выход
За несколько недель до выхода Haiz, «Hell Nos and Headphones» была разрекламирована как второй сингл мини-альбома, но вместо неё была выбрана «You’re Such A» и должна была повлиять на Top 40 radio 9 февраля 2016 года. Тем не менее, выпуск «You’re Such A» был отменён в пользу новой версии «Rock Bottom» при участии DNCE.

## Музыкальный клип
Музыкальный клип, режиссёром которого выступила Малия Джеймс, вышел 25 марта 2016 года. Бриттани Спанос из Rolling Stone описала музыкальное клип так: «В клипе Стайнфелд борется с бурными отношениями. Певица и её парень, которого играет модель Джон Эконому, резко переключаются между ссорами и шутками, кульминацией которых является шоу, на котором Стайнфелд выступает с DNCE. Эконому уходит во время выступления, и расстроенная Стайнфелд уходит, чтобы найти его, где они целуются и мирятся».

## Участники записи
Согласно AllMusic.
- Хейли Стайнфелд — вокал/автор
- Джо Джонас — вокал/автор
- Маттиас Ларссон — автор
- Робин Фредрикссон — автор
- Джулия Майклз — автор
- Джастин Трантер — автор
- Mattman & Robin — продюсер
- ДжинДжу Ли — гитара
- Коул Уиттл — басс
- Джек Лоулесс — ударные
- Джон Хейнс — ассистент звукорежиссёра
- Джон Крэнфилд — ассистент звукорежиссёра
- Сербан Генея — микшер
- Рэнди Меррилл — мастеринг-инженер

## Чарты
| Чарт (2016)                               | Высшая позиция |
| ----------------------------------------- | -------------- |
| Австралия (ARIA)                          | 39             |
| Канада (Billboard Canadian Hot 100)       | 61             |
| Канада (Billboard Hot AC)                 | 47             |
| Чехия (Singles Digitál Top 100)           | 46             |
| Новая Зеландия (RIANZ Heatseeker Singles) | 3              |
| Словакия (Singles Digitál Top 100)        | 50             |
| США (Billboard Bubbling Under Hot 100)    | 3              |
| США (Billboard Pop Airplay)               | 33             |

## Сертификации
| Регион                                                                      | Сертификация | Продажи   |
| --------------------------------------------------------------------------- | ------------ | --------- |
| Бразилия (ABPD)                                                             | Золотой      | 30 000    |
| Канада (Music Canada)                                                       | Золотой      | 40 000    |
| Новая Зеландия (RMNZ)                                                       | Платиновый   | 30 000    |
| Великобритания (BPI)                                                        | Серебряный   | 200 000   |
| США (RIAA)                                                                  | Платиновый   | 1 000 000 |
| Данные о продажах + прослушиваниях приведены только на основе сертификации. |              |           |

## История релиза
| Регион | Дата            | Формат              | Лейбл              | Примечания |
| ------ | --------------- | ------------------- | ------------------ | ---------- |
| США    | 26 февраля 2016 | Цифровое скачивание | Republic Universal | [ 23 ]     |
| США    | 1 марта 2016    | Top 40 radio        | Republic           | [ 1 ]      |